# Шампионат на WTA Тур 2013
Шампионатът на WTA Тур 2013 е финалният тенис турнир за най-добрите осем тениситки и най-добрите четири двойки от Световната ранглиста за жени. Това е 43-то издание за сингъл и 38-о за двойки. Провежда се в зала „Синан Ердем“ в турската столица Истанбул от 22 до 27 октомври.

## Точки и награден фонд
Наградният фонд на шампионата на WTA Тур 2013 е $6 000 000.
| Фаза                    | Сингъл           | Двойки   | Точки 1   |
| ----------------------- | ---------------- | -------- | --------- |
| Шампионки               | RR2 + $1 590 000 | $460 000 | RR3 + 810 |
| Финалистки              | RR2 + $535 000   | $230 000 | RR3 + 360 |
| Полуфиналистки          | RR2 + $36 500    | $115 000 | RR3       |
| Групова фаза (3 победи) | $555 0002        | н/д      | 690       |
| Групова фаза (2 победи) | $415 0002        | н/д      | 530       |
| Групова фаза (1 победа) | $275 0002        | н/д      | 370       |
| Групова фаза (0 победи) | $135 0002        | н/д      | 210       |
| Такса за участие        | $70 000          | н/д      | н/д       |
| Резерви                 | $50 000          | н/д      | н/д       |

- 1 за всеки изигран мач в груповата фаза тенисистките получават автоматично 70 точки, а за всяка победа прибавят още 160 точки.
- 2 Всяка победа в групите носи по още $160 000, а всяка загуба прибавя на състезателките по $20 000. При изиграване на всичките 3 мача, тенисистките получават допълнително $5,000.
- 3 RR означава парите или точките, спечелени в груповата фаза. RR при двойките е 690.

## Участнички на сингъл
| #         | Тенисистка        | Точки  | Турнири | Дата на класиране |
| --------- | ----------------- | ------ | ------- | ----------------- |
| 1         | Серина Уилямс     | 12 040 | 16(14)  | 5 август          |
| 2         | Виктория Азаренка | 7,676  | 15(13)  | 24 август         |
| контузена | Мария Шарапова    | 5,891  | 14(10)  | 23 септември      |
| 3         | Агнешка Радванска | 5,890  | 20      | 23 септември      |
| 4         | Ли На             | 5,120  | 17(14)  | 27 септември      |
| 5         | Петра Квитова     | 4,370  | 22      | 7 октомври        |
| 6         | Сара Ерани        | 4,190  | 21      | 7 октомври        |
| 7         | Йелена Янкович    | 3,860  | 19      | 7 октомври        |
| 8         | Анджелик Кербер   | 3,715  | 21(20)  | 11 октомври       |

На 5 август Серина Уилямс стана първата класирала се за шампионата тенисистка.
Серина Уилямс започва ударно сезона с титла на Бризбейн Интернешънъл, където надиграва Анастасия Павлюченкова с 6 – 2, 6 – 1 във финалния двубой. На Australian Open Уилямс стига до четвъртфиналите, но там изненадващо отстъпва на сънародничката си Слоун Стивънс с 6 – 3, 5 – 7, 4 – 6. След успех в четвъртфиналите на Катар Тотал Оупън, Уилямс си връща първото място в Световната ранглиста. Впоследствие тя губи във финала от Виктория Азаренка с 6 – 7(6 – 8), 6 – 2, 3 – 6. След тази загуба Уилямс постига серия от 34 победи – тя печели Сони Оупън Тенис срещу Мария Шарапова, 4 – 6, 6 – 3, 6 – 0, Фемили Съркъл Къп срещу Йелена Янкович, 3 – 6, 6 – 0, 6 – 2, Мутуа Мадрид Оупън срещу Шарапова, 6 – 1, 6 – 4, Интернационали БНЛ д'Италия срещу Азаренка, 6 – 1, 6 – 3, и нейната втора титла на Ролан Гарос, отстранявайки шампионката от 2012 г. Шарапова с 6 – 4, 6 – 4 във финала. Американката става четвъртата жена в Откритата ера след Мартина Навратилова, Крис Евърт и Щефи Граф, печелила всяка титла от Големия шлем два или повече пъти. Победната ѝ серия приключва в осминафиналите на Уимбълдън след загуба от Сабине Лисицки, 2 – 6, 6 – 1, 4 – 6. Три седмици по-късно Уилямс печели първата си титла от категория Международни на Откритото първенство на Швеция, надигравайки Йохана Ларсон с 6 – 4, 6 – 1 във финалния двубой. Тази победа слага край на клей сезона за Уилямс, в който тя остана непобедена на тази настилка през 2013 г. В началото на август Уилямс играе на Роджърс Къп, където тя печели 8-ата си титла за годината, след като в мача за трофея побеждава Сорана Кърстя с 6 – 2, 6 – 0. Седмица по-късно тя стига до финалната фаза на Уестърн енд Съдърн Оупън, което ѝ осигурява първото място в US Open Сериите, но отстъпва на Азаренка с 6 – 2, 2 – 6, 6 – 7(6 – 8). Уилямс печели 17-ата си титла от Големия шлем на сингъл на US Open, където тя отстранява Азаренка в три сета във финала. На Чайна Оупън Серина печели 10-ата си титла за сезона след успех над Йелена Янкович с 6 – 2, 6 – 2. За първи път в кариерата си Уилямс печели 10 титли в рамките на един сезон.
На 24 август Виктория Азаренка зае второто място на шампионата.
Виктория Азаренка започва годината като No.1 в Световната ранглиста. Първото ѝ участие за сезона е в Бризбейн, където тя се отказва преди мача си от полуфиналите срещу Серина Уилямс. Азаренка успешно защити трофея си на Australian Open, след като пречупи съпротивата на Ли На във финала, 3 – 6, 6 – 4, 6 – 3. Въпреки че защити и титлата си от Катар Тотал Оупън след победа над Уилямс със 7 – 6(8 – 6), 2 – 6, 6 – 3, Азаренка отстъпва първата позиция в ранглистата на Уилямс. На Бе Ен Пе Париба Оупън тя се оттегля преди началото на четвъртфиналния си мач срещу Каролине Возняцки и пропуска Сони Оупън Тенис. Тя стига до финал на Интернационали БНЛ д'Италия, но там губи от Уилямс с 1 – 6, 3 – 6. За първи път в кариерата си Азаренка играе в полуфиналите на Ролан Гарос, но е спряна от Мария Шарапова в три сета, 1 – 6, 6 – 1, 4 – 6. На Уимбълдън тя не излиза в мача си от втори кръг срещу Флавия Пенета заради контузия в коляното. Азаренка се завръща в тура с участие на Откритото първенство на Южна Калифорния – там тя е отстранена във финалния двубой от Саманта Стосър, 2 – 6, 3 – 6. След това Азаренка печели своята трета титла за годината на Уестърн енд Съдърн Оупън, побеждавайки Уилямс с 2 – 6, 6 – 2, 7 – 6(8 – 6) за втори път през сезона. Беларускинята стига до финала на US Open за втора поредна година, но отново е надиграна от Уилямс. В Торай Пан Пасифик Оупън и Чайна Оупън Азаренка претърпява ранни загуби съответно срещу Винъс Уилямс и Андреа Петкович.
На 23 септември Мария Шарапова и Агнешка Радванска бяха обявени като трета и четвърта участничка в шампионата.
Мария Шарапова започва годината на Australian Open като втора поставена – по пътя към полуфиналите тя губи само 9 гейма, но там е спряна от Ли На, 2 – 6, 2 – 6. Тя печели своята първа титла за годината на Бе Ен Пе Париба Оупън, надигравайки Каролине Возняцки с 6 – 2, 6 – 2 във финала. Седмица по-късно тя стига до мача за титлата и на Сони Оупън Тенис, но е отстранена от Серина Уилямс с 6 – 4, 3 – 6, 0 – 6. Тя започва клей сезона с успешна защита на титлата си от Порше Тенис Гран при срещу Ли с 6 – 4, 6 – 3. Следва финал на Мутуа Мадрид Оупън, където отново е победена от Уилямс, 1 – 6, 4 – 6. Рускинята участва като действаща шампионка на Ролан Гарос, но не успява да защити титлата си, тъй като в мача за титлата за четвърти път през сезона отстъпва на Уилямс, 4 – 6, 4 – 6. Поставена под номер 2 на Уимбълдън, тя губи във втори кръг от Мишел Ларшер де Брито с 3 – 6, 4 – 6. Шарапова не участва на US Open, Торай Пан Пасифик Оупън и Чайна Оупън поради контузия в дясното рамо. Въпреки добрия си сезон, Шарапова се отказва от участие в шампионата заради контузията си.
Агнешка Радванска започва годината с две поредни титли на Ей Ес Би Класик срещу Янина Викмайер с 6 – 4, 6 – 4 и Апия Интернешънъл Сидни срещу Доминика Цибулкова с 6 – 0, 6 – 0 във финала, но серията ѝ е спряна на 13 победи в четвъртфиналите на Australian Open от Ли На, 5 – 7, 3 – 6. Тя стига до четвъртфиналите на Ролан Гарос за първи път в кариерата си, но там отстъпва на Сара Ерани с 4 – 6, 6 – 7(6 – 8). На Уимбълдън полякинята стига до полуфиналите, където в оспорвана трисетова битка е надиграна от Сабине Лисицки с 6 – 2, 4 – 6, 7 – 9. Тя играе и в мача за титлата на Банк ъф дъ Уест Класик, но губи от Цибулкова, 6 – 3, 4 – 6, 4 – 6. Радванска отпада в осминафиналната фаза на US Open след загуба от Екатерина Макарова с 4 – 6, 4 – 6. Тя печели третата си титла за сезона в Сеул, отстранявайки рускинята Анастасия Павлюченкова с 6 – 7(6 – 8), 6 – 3, 6 – 4.
На 27 септември Ли На стана петата класирала се тенисистка за шампионата.
Ли На стартира годината със седма кариерна титла в първото издание на Шънджън Оупън.  Седмица по-късно тя стига до полуфиналите на Апия Интернешънъл Сидни, където губи от евентуалната шампионка Агнешка Радванска. Китайката стига до втория си финал на Australian Open, но отстъпва на Виктория Азаренка в три сета, 6 – 4, 4 – 6, 4 – 6. След като отсъства от тура седем седмици заради контузия в глезена, тя се завръща на Сони Оупън Тенис, където в четвъртфиналите е победена от Серина Уилямс. Ли започва клей сезона си на Порше Тенис Гран при – стига до финала, в който отстъпва на Мария Шарапова. В остатъка от сезона на червена настилка китайката показва слаби резултати – отпадане в първи кръг на Мутуа Мадрид Оупън и в трети на Интернационали БНЛ д'Италия, а на Ролан Гарос тя напуска турнира още след втория си мач, тъй като губи от Бетани Матек-Сандс със 7 – 5, 3 – 6, 2 – 6. Ли стига до четвъртфиналите и на АЕГОН Интернешънъл, отстъпвайки на евентуалната шампионка Елена Веснина, и на Уимбълдън, където губи от Агнешка Радванска в три сета, 6 – 7(5 – 7), 6 – 4, 2 – 6. През август китайката стига до полуфиналите на Роджърс Къп и Уестърн енд Съдърн Оупън, претърпявайки загуби от Сорана Кърстя и Уилямс съответно. На US Open Ли за първи път стига до полуфиналите, превръщайки се в първата азиатска тенисистка, сторила това. Спряна е от евентуалната шампионка Уилямс с 0 – 6, 3 – 6.
На 7 октомври се запълват още три места от Петра Квитова, Сара Ерани и Йелена Янкович.
Петра Квитова има разочароващ старт на годината, включително и загуба във втори кръг на Australian Open от Лора Робсън, 6 – 2, 3 – 6, 9 – 11. След това тя печели първата си титла за годината на Дубай Тенис Чемпиъншипс, отстранявайки Сара Ерани с 6 – 2, 1 – 6, 6 – 1. Квитова стига втория си финал за сезона на Бе Ен Пе Париба Катовице Оупън, но отстъпва на италианката Роберта Винчи с 6 – 7(2 – 7), 1 – 6. Квитова претърпява загуба в трети кръг на Ролан Гарос от американката Джейми Хемптън 1 – 6, 6 – 7(7 – 9). На Уимбълдън тя стига до четвъртфиналите за четвърта поредна година, но изненадващо е надиграна от белгийката Кирстен Флипкенс с 6 – 4, 3 – 6, 4 – 6. Като настояща шампионка, Квитова стига до мача за титлата на Ню Хейвън Оупън, но взима само четири гейма срещу Симона Халеп, 2 – 6, 2 – 6. На US Open чехкинята е отстранена убедително в трети кръг от участващата с уайлд кард американка Алисън Риск, 3 – 6, 0 – 6, за 65 минути. След това тя печели 11-ата си титла на Торай Пан Пасифик Оупън, надигравайки германката Анджелик Кербер, 6 – 2, 0 – 6, 6 – 3.
Сара Ерани не направи толкова успешна година, колкото бе 2012 г. за нея, въпреки че се добра до No.5 в Световната ранглиста. На Australian Open, като седма поставена, тя е отстранена от Карла Суарес Наваро в първи кръг с 4 – 6, 4 – 6. В края на януари тя играе в първия си финал за сезона на Оупън Же Де Еф Сюез, но отстъпва на Мона Бартел в два оспорвани сета, 5 – 7, 6 – 7(4 – 7). След това тя отново стига до финал, този път на Дубай Тенис Чемпиъншипс, но губи от Петра Квитова с 2 – 6, 6 – 1, 1 – 6. Седмица по-късно Ерани защитава титлата си на Абиерто Мехикано Телсел, побеждавайки испанката Карла Суарес Наваро, 6 – 0, 6 – 4. На Ролан Гарос Ерани стига до полуфиналната фаза, където взима само гейм на евентуалната шампионка Серина Уилямс, 0 – 6, 1 – 6. Следва нова загуба в първи кръг на турнир от Големия шлем – на Уимбълдън, където е надиграна от Моника Пуиг, 3 – 6, 2 – 6. Като настояща шампионка на Интернационали Феминили ди Палермо, тя стига до мача за титлата и играе срещу своята сънародничка и партньорка на двойки Роберта Винчи, но губи с 3 – 6, 6 – 3, 3 – 6. На US Open тя напуска надпреварата след загуба във втори кръг от Флавия Пенета, 3 – 6, 1 – 6.
Йелена Янкович прави сезон, в който си връща позициите в топ 10 на света, след като за последно бе там през 2011 г. Янкович стига до трети кръг на Australian Open, но губи в изцяло сръбски двубой от Ана Иванович, 5 – 7, 3 – 6. Тя печели първата си титла от три години насам на Копа Колсанитас, отстранявайки младата аржентинка Паула Ормаечеа с 6 – 1, 6 – 2. След това тя играе втория си за годината финал на Фемили Съркъл Къп, изправяйки се срещу световната номер 1 Серина Уилямс, на която отстъпва с 6 – 3, 0 – 6, 2 – 6. Янкович стига до първия си четвъртфинал в турнир от Големия шлем от 2010 г. насам на Ролан Гарос, но е победена от действащата шампионка Мария Шарапова, 6 – 0, 4 – 6, 3 – 6. На Уимбълдън обаче тя напуска надпреварата още във втори кръг, след като претърпява загуба от Весна Долонц, 5 – 7, 2 – 6. В последния турнир от Големия шлем за годината US Open тя стига до осминафиналите, но там е надиграна от китайката Ли На, 3 – 6, 0 – 6. Тя стига до мача за титлата на Чайна Оупън, но за втори път през годината губи във финал от Серина Уилямс, 2 – 6, 2 – 6.
На 11 октомври, след оттеглянето на Мария Шарапова, се освобождава едно място и то се запълва от най-високо ранкираната германка Анджелик Кербер.
Анджелик Кербер не се радва на същия успешен сезон, какъвто бе 2012 г. за нея, но все пак запазва мястото си в топ 10. Германката играе първия си финал за годината на Монтерей Оупън, но губи от рускинята Анастасия Павлюченкова, 6 – 4, 2 – 6, 4 – 6. Следващият ѝ достигнат финал е в края на годината на Торай Пан Пасифик Оупън, като отново претърпява загуба, този път от Петра Квитова, 2 – 6, 6 – 0, 3 – 6. Кербер печели единствената си титла за годината на Дженерали Лейдис Линц, отстранявайки сръбкинята Ана Иванович, 6 – 4, 7 – 6(8 – 6). В турнирите от Големия шлем Кербер не успява да стигне до четвъртфинал на нито един от тях, загубвайки в осминафиналите на Australian Open от Екатерина Макарова, 5 – 7, 4 – 6, на Ролан Гарос от Светлана Кузнецова, 4 – 6, 6 – 4, 3 – 6, и на US Open от Карла Суарес Наваро, 6 – 4, 3 – 6, 6 – 7(7 – 9). На Уимбълдън не съумява да повтори полуфинала си от 2012 г., тъй като отпада във втори кръг, надиграна от Кая Канепи, 6 – 3, 6 – 7(6 – 8), 3 – 6, въпреки че води с 5 – 1 в тайбрека на втория сет.
Първата резерва за шампионата е бившата номер 1 Каролине Возняцки. Возняцки стига до финал на Бе Ен Пе Париба Оупън, но губи от Мария Шарапова, 2 – 6, 2 – 6. Датчанката печели единствената си титла за сезона на Люксембург Оупън, отстранявайки младата германка Аника Бек с 6 – 2, 6 – 2. В турнирите от Големия шлем Возняцки не показва много добри резултати – най-доброто ѝ представяне е на Australian Open, където в осминафиналите губи от Светлана Кузнецова с 2 – 6, 6 – 2, 5 – 7. След това тя отпада във втори кръг на Ролан Гарос и Уимбълдън, отстъпвайки на Бояна Йовановски и Петра Цетковска в два сета. А US Open тя напуска в трети кръг след загуба от Камила Джорджи. Втората резерва е Слоун Стивънс, която не успява да стигне до финал през сезона, но за сметка на това се представя успешно в турнирите от Големия шлем. Стивънс стига до полуфинал на Australian Open след победа над Серина Уилямс в четвъртфиналната фаза, но след това губи от евентуалната шампионка Виктория Азаренка, 1 – 6, 4 – 6. Тя стига до осминафиналите на Ролан Гарос и US Open, отстъпвайки съответно на Мария Шарапова и Серина Уилямс в два сета. На Уимбълдън Стивънс е надиграна от евентуалната шампионка Марион Бартоли в четвъртфиналите.

## Сингъл
Серина Уилямс успешно защити титлата си, отстранявайки Ли На във финалния двубой, 2 – 6, 6 – 3, 6 – 0.

### Тенисистки
1. Серина Уилямс (Шампионка)
2. Виктория Азаренка (Групова фаза)
3. Агнешка Радванска (Групова фаза)
4. Ли На (Финал)
5. Петра Квитова (Полуфинал)
6. Сара Ерани (Групова фаза)
7. Йелена Янкович (Полуфинал)
8. Анджелик Кербер (Групова фаза)

Бележка:
- Мария Шарапова се класира, но се оттегли заради контузия в дясното рамо

### Резерви
1. Каролине Возняцки (Не участва)
2. Слоун Стивънс (Не участва)

### Основна схема

#### Легенда
- Q (на английски: qualifier – квалификант) – тенисист, преминал квалификациите
- WC (на английски: wild card – уайлд кард) – специална покана от организаторите на турнира
- LL (на английски: lucky loser – щастлив губещ) – най-високоранкираният тенисист, отпаднал в последния кръг на квалификациите, влиза в основната схема на мястото на друг играч, отказал се от участие в турнира поради някаква причина
- Alt (на английски: alternate – заместник) – играч, който получава място в турнира след отказването на друг тенисист
- SE (на английски: special exempt – специален допуск) – тенисист, който не може да участва в квалификациите, тъй като все още играе в друг турнир, получава място в основната схема чрез special exempt
- PR (на английски: protected ranking – защитаващ ранкинг) – използва се за допускане на тенисисти, които дълго време са отсъствали от тура поради контузии и в резултат са се смъкнали в ранглистата
- w/o (на английски: walkover – служебна победа) – при отказване на играч още преди началото на мач, опонентът му печели служебно
- r (на английски: retired – отказал се) – при оттегляне на тенисист по време на мач, най-често поради здравословни причини
- d (на английски: defaulted – неизпълнение) – отстраняване на играч за неспортсменско поведение

#### Финална фаза
|  | Полуфинали | Полуфинали     | Полуфинали | Полуфинали | Полуфинали |   |       | Финал         | Финал | Финал | Финал | Финал |
|  |            |                |            |            |            |   |       |               |       |       |       |       |
|  | 1          | Серина Уилямс  | 6          | 2          | 6          |   |       |               |       |       |       |       |
|  | 7          | Йелена Янкович | 4          | 6          | 4          |   |       |               |       |       |       |       |
|  | 7          | Йелена Янкович | 4          | 6          | 4          |   | 1     | Серина Уилямс | 2     | 6     | 6     |       |
|  |            |                |            |            |            |   | 1     | Серина Уилямс | 2     | 6     | 6     |       |
|  |            | 4              | Ли На      | 6          | 3          | 0 |       |               |       |       |       |       |
|  | 4          | 4              | Ли На      | 6          | 3          | 0 | Ли На | 6             | 6     |       |       |       |
|  | 4          |                |            |            |            |   | Ли На | 6             | 6     |       |       |       |
|  | 5          | Петра Квитова  | 4          | 2          |            |   |       |               |       |       |       |       |

#### Червена група
|   |                   | Уилямс       | Радванска    | Квитова                    | Кербер                     | П–З | Сетове      | Геймове         | Класиране |
| 1 | Серина Уилямс     |              | 6 – 2, 6 – 4 | 6 – 2, 6 – 3               | 6 – 3, 6 – 1               | 3–0 | 6–0 (100%)  | 36–15 (70,6%)   | 1         |
| 3 | Агнешка Радванска | 2 – 6, 4 – 6 |              | 4 – 6, 4 – 6               | 2 – 6, 2 – 6               | 0–3 | 0–6 (0%)    | 18 – 36 (33,3%) | 4         |
| 5 | Петра Квитова     | 2 – 6, 3 – 6 | 6 – 4, 6 – 4 |                            | 6 – 7(3 – 7), 6 – 2, 6 – 3 | 2–1 | 4–3 (57,1%) | 35–32 (52,2%)   | 2         |
| 8 | Анджелик Кербер   | 3 – 6, 1 – 6 | 6 – 2, 6 – 2 | 7 – 6(7 – 3), 2 – 6, 3 – 6 |                            | 1–2 | 3–4 (42,9%) | 28–34 (45,2%)   | 3         |

#### Бяла група
|   |                   | Азаренка            | Ли                  | Ерани               | Янкович             | П–З | Сетове      | Геймове         | Класиране |
| 2 | Виктория Азаренка |                     | 2 – 6, 1 – 6        | 7 – 6(7 – 4), 6 – 2 | 4 – 6, 3 – 6        | 1–2 | 2–4 (33,3%) | 23 – 32 (41,8%) | 4         |
| 4 | Ли На             | 6 – 2, 6 – 1        |                     | 6 – 3, 7 – 6(7 – 5) | 6 – 3, 2 – 6, 6 – 3 | 3–0 | 6–1 (85,7%) | 39–24 (61,9%)   | 1         |
| 6 | Сара Ерани        | 6 – 7(4 – 7), 2 – 6 | 3 – 6, 6 – 7(5 – 7) |                     | 6 – 4, 6 – 4        | 1–2 | 2–4 (33,3%) | 29–34 (46,0%)   | 3         |
| 7 | Йелена Янкович    | 6 – 4, 6 – 3        | 3 – 6, 6 – 2, 3 – 6 | 4 – 6, 4 – 6        |                     | 1–2 | 3–4 (42,9%) | 32–33 (49,2%)   | 2         |

## Участнички на двойки
| # | Тенисистки                       | Точки | Турнири | Дата на класиране |
| - | -------------------------------- | ----- | ------- | ----------------- |
| 1 | Сара Ерани Роберта Винчи         | 7,415 | 14      | 6 септември       |
| 2 | Пън Шуай Сие Шу-вей              | 6,245 | 13      | 4 октомври        |
| 3 | Надя Петрова Катарина Среботник  | 6,155 | 13      | 4 октомври        |
| 4 | Елена Веснина Екатерина Макарова | 5,971 | 10      | 4 октомври        |

На 23 септември Сара Ерани и Роберта Винчи станаха първата класирала се двойка за шампионата.
Сара Ерани & Роберта Винчи стигат до първия си финал за годината на Апия Интернешънъл Сидни, губейки от Петрова & Среботник, 3 – 6, 4 – 6. След това те печелят 20 поредни мача, започвайки серията си с трета титла от Големия шлем на Australian Open, като отстраняват австралийското дуо Барти & Делакуа, 6 – 2, 3 – 6, 6 – 2. Следват титли на Оупън Же Де Еф Сюез след победа над Хлавачкова & Хубер, 6 – 1, 6 – 1 и на Катар Тотал Оупън, надигравайки Петрова & Среботник, 2 – 6, 6 – 3, [10 – 6]. Последователно те стигат до финалите на Интернационали БНЛ д'Италия и Ролан Гарос като действащи шампионки, но губят и в двата мача от Сие & Пън, 6 – 4, 3 – 6, [8 – 10] и Макарова & Веснина, 5 – 7, 2 – 6.

## Двойки
Мария Кириленко и Надя Петрова са шампионките от 2012 г., но двете решават да не си партнират през тази година. Петрова играе и се класира заедно с Катарина Среботник, но двойката губи в полуфиналите от Сие Шу-вей и Пън Шуай.
Впоследствие Сие и Пън печелят титлата, надигравайки във финала рускините Екатерина Макарова и Елена Веснина с 6 – 4, 7 – 5.

### Тенисистки
1. Сара Ерани /  Роберта Винчи (Полуфинал)
2. Сие Шу-вей /  Пън Шуай (Шампионки)
3. Надя Петрова /  Катарина Среботник (Полуфинал)
4. Екатерина Макарова /  Елена Веснина (Финал)

### Основна схема

#### Легенда
| Шампионките Сие Шу-вей (ляво) и Пън Шуай (дясно) |
| Шампионките Сие Шу-вей (ляво) и Пън Шуай (дясно) |

- Q (на английски: qualifier – квалификант) – тенисист, преминал квалификациите
- WC (на английски: wild card – уайлд кард) – специална покана от организаторите на турнира
- LL (на английски: lucky loser – щастлив губещ) – най-високоранкираният тенисист, отпаднал в последния кръг на квалификациите, влиза в основната схема на мястото на друг играч, отказал се от участие в турнира поради някаква причина
- Alt (на английски: alternate – заместник) – играч, който получава място в турнира след отказването на друг тенисист
- SE (на английски: special exempt – специален допуск) – тенисист, който не може да участва в квалификациите, тъй като все още играе в друг турнир, получава място в основната схема чрез special exempt
- PR (на английски: protected ranking – защитаващ ранкинг) – използва се за допускане на тенисисти, които дълго време са отсъствали от тура поради контузии и в резултат са се смъкнали в ранглистата
- w/o (на английски: walkover – служебна победа) – при отказване на играч още преди началото на мач, опонентът му печели служебно
- r (на английски: retired – отказал се) – при оттегляне на тенисист по време на мач, най-често поради здравословни причини
- d (на английски: defaulted – неизпълнение) – отстраняване на играч за неспортсменско поведение

#### Финална фаза
|  | Полуфинали | Полуфинали                       | Полуфинали          | Полуфинали | Полуфинали |                                 |    | Финал                            | Финал | Финал | Финал | Финал |
|  |            |                                  |                     |            |            |                                 |    |                                  |       |       |       |       |
|  | 1          | Сара Ерани Роберта Винчи         | 6                   | 5          | 3          |                                 |    |                                  |       |       |       |       |
|  | 4          | Екатерина Макарова Елена Веснина | 4                   | 7          | (10)       |                                 |    |                                  |       |       |       |       |
|  | 4          | Екатерина Макарова Елена Веснина | 4                   | 7          | (10)       |                                 | 4  | Екатерина Макарова Елена Веснина | 4     | 5     |       |       |
|  |            |                                  |                     |            |            |                                 | 4  | Екатерина Макарова Елена Веснина | 4     | 5     |       |       |
|  |            | 2                                | Сие Шу-вей Пън Шуай | 6          | 7          |                                 |    |                                  |       |       |       |       |
|  | 3          | 2                                | Сие Шу-вей Пън Шуай | 6          | 7          | Надя Петрова Катарина Среботник | 65 | 2                                |       |       |       |       |
|  | 3          |                                  |                     |            |            | Надя Петрова Катарина Среботник | 65 | 2                                |       |       |       |       |
|  | 2          | Сие Шу-вей Пън Шуай              | 7                   | 6          |            |                                 |    |                                  |       |       |       |       |